# Gaidžin
Gaidžin (japonsky 外人, „Cizinci“) je román Jamese Clavella z roku 1993, chronologicky je třetí v Clavellově Asijské sáze, i když byl vydán jako poslední.
Příběh se odehrává 20 let po událostech popsaných v Tchaj-panovi. Zachycuje dobrodružství Malcolma Struana, dědice obchodní společnosti Struan's, v Japonsku roku 1862. V ději je do značné hloubky vysvětlena politická situace v Japonsku a obtíže, kterým byli „západní“ cizinci nuceni čelit. Kniha byla inspirována tzv. Namamugijským incidentem a následující Britsko-Sacumskou válkou.